# 後藤健二
後藤健二（日语：／ Gotō Kenji；1967年9月22日—2015年1月30日），日本著名的資深自由記者、紀錄片製作人及作家，長年在阿富汗、車臣與敘利亞等衝突地區進行戰地報導，關注當地平民在戰時的生活狀況，亦出版過關於艾滋病影響非洲的書籍。他的作品常見於NHK和朝日電視台等多家日本媒體。
2014年10月，後藤欲前往敘利亞試圖解救他的朋友，即於2014年8月被伊斯兰国綁架的另一名日本人湯川遙菜。但在10月底後便與外界失去聯絡。幾周後，後藤妻子收到伊斯蘭國索要贖金的電子郵件。2015年1月20日，伊斯兰国在网络上公布一段影片，证实他们已經绑架两名日本公民后藤健二和汤川遥菜，要求日本政府在72小时内交付2亿美元的赎金，否则把人质处决。同年1月30日後藤遭到聖戰士約翰斬首。

## 生平
後藤出生於日本宮城縣仙台市，是家中的幼子。3歲時父母離異，母親其後改嫁石堂行夫，並改名為石堂順子。他在法政大学第二高等学校完成中學，並於1991年從東京法政大學社會學系畢業。1996年，他創辦了自己的獨立新聞媒體通訊社「the Independent Press」。
後藤既是一名自由記者，也同時是媒體製作人、紀實文學作家、社會工作者。後藤一直致力於報導世界各地受戰爭蹂躪的國家，關注「戰爭與衝突、難民、貧窮、愛滋病、兒童教育」等人道議題，特別是非洲和中東的相關情況。他亦有出版了多部以此為題的作品，對塞拉利昂兒童兵、盧旺達衝突、愛沙尼亞的愛滋病村以及阿富汗的教育情況進行各種實況紀錄。2006年，他出版了紀實文學書籍《我們想要和平，不要鑽石》（ダイヤモンドより平和がほしい），記述了面臨戰爭衝突的國家地區中兒童的生活情況。該書廣受好評，並獲得了第53屆日本產業經濟新聞社兒童出版文化獎。他也是日本文藝家協會的會員。
另外，他亦經常參與聯合國人道支援機構的組織活動，包括聯合國兒童基金會和聯合國難民署。2011年東日本大地震期間，他於重災區石卷市及氣仙沼市為聯合國兒童基金會（UNICEF）擔任記錄員。社會活動方面，他推動了非營利媒體的公益計劃『The World With You』。近年多在日本全國的中學巡迴演講授課，希望把多年來工作中所遇到的受訪者口中的信息直接傳達給各人。

## 被伊斯蘭國拘禁
2014年8月，後藤為營救早前被綁架的好友湯川遙菜，告知家人決定前往極端伊斯蘭組織「伊斯蘭國」的所在地，敘利亞北部拉卡省。並於10月22日離開日本。10月24日，後藤從土耳其南部城鎮基利斯取道，進入敘利亞國境內。在10月25日，後藤發放了一條片段，講述自己進入伊斯蘭國的目的，並說自己和他的嚮導將會進入敘利亞阿勒頗的伊斯蘭國控制區。10月26日，他於《今日基督教》上發表專欄文章報平安。但是，到了10月29日，即後藤預定的回國日期當天，後藤仍然行蹤未明。
及後，2014年11月1日，後藤向一位土耳其的熟人電話聯絡稱「被他的導遊出賣，現正被武裝組織拘留」。幾天之後，他的家人收到與伊斯蘭國有關的人士的郵件，信中內容要求後藤的親人繳付數十億日元贖金以贖回後藤。2015年1月20日，伊斯兰国在网络上公布出一段最新人质影片，由伊斯蘭國成員聖戰約翰证实他们已綁架后藤健二和汤川遥菜，要求日方在未来72小时内，交付2亿美元的赎金，否则将把人质斬首殺害。日本政府则表示“不会向恐怖主义屈服”。1月23日，後藤的母親石堂順子召開記者會，要求日本政府拯救其兒子，並稱「健二不是你們伊斯蘭國的敵人」。2015年1月24日，伊斯蘭國發放新影片，影片中後藤拿著湯川遙菜被斬首的相片
，并称基地组织已经将自己被釋放的条件改为释放現正被約旦政府監禁的2005年安曼爆炸案的犯人賽義達·里沙維。
1月27日，伊斯蘭國再公佈影片，警告約旦24小時內釋放里沙維，否則會殺死後藤健二和早前俘虜的約旦機師米那·薩菲·優素福·卡薩斯貝（Mu'ath Safi Yousef Al-Kasasbeh）。在此之後，日本與約旦政府便一直與伊斯蘭國談判。1月28日，約旦成功與伊斯蘭國達成協議，宣佈IS將釋放後藤健二。但在交換人質前，約旦政府以確認不到約旦機師的安全為理由而拒絕釋放里沙維。但是到了1月29日，伊斯蘭國又再發佈後藤健二的錄音，指約旦若不在29日日落前釋放里沙維，就會處決約旦機師卡薩斯貝。1月30日，後藤的妻子發表公開信請求日本及約旦政府援救丈夫，同時感謝日本及約旦政府等各方連日來所作出的幫助。
後藤健二被伊斯蘭國脅持期間，一名後藤健二的友人在Twitter上設立的專頁，號召網友，聲援後藤。而世界各地的網友不分國籍，都上傳手拿字條的照片，上面用英文寫著「我是健二（I am Kenji）」，以聲援後藤及譴責伊斯蘭國。

### 遇害
2015年1月31日深夜，伊斯蘭國發放了影片，片段名為「給日本政府的訊息」，長約一分鐘。在片段中顯示早前消息指已經獲釋的後藤健二遭到斬首殺害，他身旁的蒙面武裝分子所操的英語倫敦口音與之前處決湯川遙菜的「聖戰士約翰」非常接近，相信是同一人。防衛大臣中谷元引述東京警視廳向內閣匯報的消息，認為片段「非常可信」。稍後內閣官房長官菅義偉亦表示，影片「高度可能」是真的。

### 各方反應

#### 國際社會
- 日本：日本内阁总理大臣安倍晋三表示强烈愤慨：「窮凶極惡而且卑劣，卑劣到不行的恐怖行為，我們感到非常憤怒」[32]。並稱日本將與國際社會合作，誓要令恐怖分子對其罪行付上代價，亦會對與伊斯蘭國激進分子作戰的國家提供人道援助[33]。
- 美国：美國總統巴拉克·歐巴馬形容後藤健二被伊斯蘭國極端分子處決為「令人髮指的謀殺」[34]。
- 英国：英國首相大衛·卡麥隆指人質被殺令人震驚。他指出後藤健二被處決一事，再次提醒人們伊斯蘭國是魔鬼化身，賤視人命[34]。
- 法國：法國總統弗朗索瓦·奥朗德表示強烈譴責伊斯蘭國的暴行[34]。

#### 日本民間
部分日本民眾對同樣在伊拉克被扣為人質的三名日本公民感到憤怒，要求日本政府在他們獲釋後向他們收取返回日本的機票費用，日本公眾對這些人質的普遍看法是，他們應該因故意危害自己而受到指責，而且日本政府和日本納稅人則被迫付出成本以將他們救回。

## 私人生活
- 他曾經說過對於自己的理念：「那些我去採訪報導的地方遭遇著巨大的困難，但即便在那裏，人們也每天生活著……那些人總有些話要說，有信息要傳達。如果我能幫助他們將信息傳遞給世界，那麼就可能促成某種解決方法……若真那樣，我也就可以說，我的工作是成功的了[2]。」他亦曾經在談到自己的工作抱負時，表示：「我想要擁抱人群。那是我表示親近的最好方式。藉由擁抱，我可以與人們談話。我可以傾聽他們的想法、痛苦和希望。」[36]
- 後藤是虔誠的基督徒。他早於1997年正式受洗成為基督徒，並加入日本基督教團及東京都大田區田園調布教區[37]。後藤每次出外採訪都會帶著牧師十多年前送給他的《聖經》，曾經表示他為能活在這個時代而感恩，並說如果命喪「異鄉」會很寂寞，但「知道天父、耶穌會來迎接我，我就不會寂寞」[38]。
- 後藤與最後一名妻子共育有兩名女兒[39][40][27]。他與前妻亦育有一名女兒[40]。

## 主要著作

### 著書
- 《歡迎來到我們的學校》（ようこそボクらの学校へ），NHK出版，DVD+book，2003年
- 《我們想要和平，不要鑽石 兒童兵·穆里雅的自白》（ダイヤモンドより平和がほしい 子ども兵士・ムリアの告白），汐文社（2005），ISBN 4811380010
- 《娜塔莎·出生於愛滋病村的16歲母親生活》（エイズの村に生まれて 命をつなぐ16歳の母・ナターシャ），汐文社（2007），ISBN 4811384741
- 《盧旺達的祈禱 從內戰中活過來的家族的故事》（ルワンダの祈り 内戦を生きのびた家族の物語），汐文社（2008），ISBN 4811384970
- 《如果一個阿富汗女孩去上學·瑪麗亞姆的故事》（もしも学校に行けたら アフガニスタンの少女・マリアムの物語），汐文社（2009），ISBN 4811386116

### 影片/DVD
- 《世界的學校系列》（世界の学校シリーズ，KM諮詢公司）
- 《世界・生態・旅行者》（ワールド・エコ・トラベラー，KM諮詢公司）[41]

### 電視特輯
- 日本放送協会：Close-up現代，ETV特集
- 朝日電視台：報導Station[42]
- TBS：Hiruobi！（日语：ひるおび!）
- 朝日放送：告訴我吧！新聞直播　正義的盟友（日语：教えて!ニュースライブ 正義のミカタ）

## 脚注
1. ↑  『文藝年鑑』2008年
2. 1 2  . BBC. 2015-01-20  [2015-01-20]. （原始内容存档于2021-03-23）.
3. 1 2  "伊斯蘭國"威脅殺死日本人質 的存檔，存档日期2015-12-22.
4. ↑  「「私が代わりに人質に」＝後藤さん母「政府信じる」―涙ながらに訴え・東京時事 的存檔，存档日期2015-01-28.2015.01.25 14:13 時事通信社 カテゴリー
5. ↑   . 週刊文春2月5日号 (東京都: 株式会社文藝春秋). 2015-01-29: 24.
6. 1 2 3 4 5  .   [2015-02-01]. （原始内容存档于2021-04-15）.
7. ↑  Yoshida, Reiji. . The Japan Times. Japan: The Japan Times Ltd. 20 January 2015  [22 January 2015]. （原始内容存档于2021-05-12）.
8. ↑  . クリスチャントゥデイ. 2014-05-30  [2015-01-20]. （原始内容存档于2022-01-21）.
9. ↑  Yamaguchi, Mari. . The Japan Times. Japan: The Japan Times Ltd. 22 January 2015  [22 January 2015]. （原始内容存档于2018-06-13）.
10. ↑  （页面存档备份，存于）  （页面存档备份，存于）朝日新聞2015年1月20日
11. ↑   的存檔，存档日期2015-01-28.河北新報2015年01月21日水曜日
12. ↑  . 朝日新聞デジタル. 2015-01-21  [2015-01-21]. （原始内容存档于2019-12-08）.
13. 1 2  . NHK. 2015-01-21  [2015-01-22]. （原始内容存档于2015-01-21）.
14. ↑  . TBS. 2015-01-21  [2015-01-22]. （原始内容存档于2015-01-22）.
15. ↑  . クリスチャントゥデイ. 2014-10-26  [2015-01-21]. （原始内容存档于2021-06-13）.
16. 1 2  . NHK. 2015-01-20  [2015-01-20]. （原始内容存档于2015-01-20）.
17. 1 2  . 毎日新聞. 2015-01-21  [2015-01-21]. （原始内容存档于2015-01-21）.
18. ↑  . NHK. 2015-01-23  [2015-01-23]. （原始内容存档于2015-01-23）.
19. ↑  . Livedoor News. 2015-01-27  [2015-02-01]. （原始内容存档于2015-01-23）.
20. ↑  . 2015-01-23  [2015-01-24].
21. ↑  .   [2015-01-25]. （原始内容存档于2021-06-11）.
22. ↑   的存檔，存档日期2015-01-28.日テレNEWS24
23. ↑  . NHK. 2015-01-25. （原始内容存档于2015-01-28）.
24. ↑  . 蘋果日報. 2015-01-29  [2015-02-01]. （原始内容存档于2016-03-04）.
25. ↑  . 蘋果日報. 2015-01-31.
26. ↑  . 蘋果日報. 2015-01-30  [2015-02-01]. （原始内容存档于2016-03-04）.
27. 1 2  . Yahoo Japan. Japan. 2015年1月30日. （原始内容存档于2015年2月2日）.
28. ↑  . PChome 新聞.   [2015-02-01]. （原始内容存档于2015-06-18）.
29. ↑  . 讀賣新聞. 2015-02-01  [2015-02-01]. （原始内容存档于2015-02-01）.
30. ↑  . TVB NEWS. 2015-02-01  [2015-02-02]. （原始内容存档于2021-03-23）.
31. ↑  . 蘋果日報. 2015-02-01  [2015-02-01]. （原始内容存档于2016-03-04）.
32. ↑  . 蕃新聞. 2015-02-01  [2015-02-01]. （原始内容存档于2016-03-05）.
33. ↑  . 蘋果日報. 2015-02-01  [2015-02-01]. （原始内容存档于2015-11-24）.
34. 1 2 3  . 蘋果日報. 2015-02-01  [2015-02-01]. （原始内容存档于2015-11-19）.
35. ↑  Ripley, Will; Wakatsuki, Yoko. . CNN. Tokyo: Cable News Network. 2015-01-25  [2016-04-16]. （原始内容存档于2024-03-30）.
36. ↑  . 蘋果日報.   [2015-02-01]. （原始内容存档于2015-02-04）.
37. ↑  Kameda, Masaaki; Otake, Tomoko. . The Japan Times. Japan: The Japan Times Ltd.: 1. 22 January 2015  [22 January 2015]. （原始内容存档于2022-05-05）.
38. ↑  . 基督日報. 28 January 2015  [2015-02-02]. （原始内容存档于2015-02-02）.
39. ↑  （页面存档备份，存于）  （页面存档备份，存于）ログミー2015.01.23
40. 1 2  . Tokyo: Reuters. 21 January 2015  [24 January 2015]. （原始内容存档于2015-01-23）.
41. ↑  . ケイエムコンサルティング.   [2015-01-20]. （原始内容存档于2016-03-04）.
42. ↑  . INDEPENDENT PRESS.   [2015-01-20]. （原始内容存档于2021-04-15）.

## 参看
- 湯川遙菜

## 外部連結
- 後藤健二的X（前Twitter）
- 後藤健二的Facebook專頁（非本人經營）：後藤健二 Goto Kenji
- 後藤健二的獨立媒體會社 INDEPENDENT PRESS （页面存档备份，存于） ，當中有後藤的資料介紹以及後藤本人所寫的網誌文章。
- 首相官邸网页 （页面存档备份，存于）：日本首相对后藤健二及汤川遙菜遇害的声明。